# 진린
진린(陳璘, 1543년~1607년)은 중국 명나라 시대의 광동성(廣東省) 출신의 무관(武官), 장군(將軍), 제독(提督)이다.

## 생애
가정22년(1543) 명나라 광동성(廣東省) 소주부(韶州府) 옹원현(翁源縣) 용전포(龍田鋪)(현재 광둥성廣東省 샤오관시韶關市 웡위엔현翁源縣 저우피진周陂鎭 롱톈촌龍田村)에서 태어났다. 1562년 명나라 관직에 출사하였다. 가정41년(1562), 광동성 조주(潮州)와 영덕(英德) 등지에 수만 명의 평민이 반란을 일으키자, 진린은 가서 진압하였고, 광동수비(廣東守備)로 승진하였다. 만력(萬曆) 초기, 광동성 고요(高要)와 게양(揭陽) 및 산인(山人) 종월천(鍾月泉)의 반란을 진압하였다. 만력3년(1575), 광동도사첨서서도지휘첨사(廣東都司僉書署都指揮僉事)에서 광동조경유격장군(廣東肇慶遊擊將軍)으로 승진하였다. 그해 8월, 조주(潮州) 해적 제량보(誅良寶 혹은 주량보朱良寶) 등을 토벌한 공으로 승진되고 포상받았다. 만력4년(1576) 2월, 광동 고주참장(高州參將)에 임명되었다. 만력5년(1577) 5월, 나방(羅旁)을 평정한 공으로 부총병(副總兵) 관함(官銜)이 더해졌다. 만력9년(1581), 남경병과급사중(南京兵科給事中) 이국관(李國觀)과 어사(御史) 장일곤(張一鯤) 등이 군정 업무에 관하여서 진린 등의 군관들을 탄핵하는 상소를 올렸지만, 진린은 유임되었다. 만력11년(1583) 4월, 순안광동어사(巡按廣東御史) 나응학(羅應鶴)이 3개월치 병향(兵餉)을 삭감하고 병사 300명을 뽑아서 묘당과 사찰을 지어서 병사들의 원한을 사게 한 죄로, 분수동산부총병 관참장사(分守東山副總兵管參將事) 직에 있던 진린을 탄핵했다. 만력제는 진린을 혁직시키고 관장하는 일을 그대로 유지시켜서 공을 세워 속죄할 것을 명령하였다. 이후 만력12년(1584) 원직에 복귀하였다. 그해 9월, 좌부총병(左副總兵)에서 제독낭산등처지방부총병(提督狼山等處地方副總兵)로 승진하였으나 이후 파직되었다.

### 임진왜란 시기
만력20년(1592) 6월, 조선으로의 일본군 침입에 대항하고자, 왜정(倭情)에 밝은 진린을 신기칠영연용참장(神機七營練勇參將)으로 기용, 그해 10월 신추우부장(神樞右副將) 혹은 신기영우부장(神機營右副將)으로 기용하였다. 만력21년(1593) 정월, 협수계진부총병서도독첨사(恊守薊鎮副總兵署都督僉事)에서 계료보정산동등처방해어왜부총병(薊遼保定山東等處防海禦倭副總兵)에 임명되었다. 일본군이 조금 물러나자 조정은 전쟁에 질려버려서, 그해 6월 17일, 진린을 계료보정산동등처방해어왜부총병서도독첨사(薊遼保定山東等處防海禦倭副總兵署都督僉事)에서 협수조장등처(恊守潮漳等處)로 전근시켰다. 만력25년(1597) 9월 9일, 부총병(副總兵)으로 기용되어 광동영(廣東營) 병사 5천을 이끌고 조선을 구원하라는 지시를 받았다. 같은해 10월 17일, 광서(廣西) 잠계(岑溪) 이민족 토벌의 공이 있다는 이유로 진린을 서도독첨사(署都督僉事)에서 도독첨사(都督僉事)로 정식 임명하였다. 만력26년(1598) 2월 23일, 명 조정은 부총병도독첨사(副總兵都督僉事) 진린을 어왜총병관(禦倭總兵官)에 임명하고 이를 상징하는 관인(官印)인 관방(關防)을 주조하여 진린에게 지급하였다.
만력25년(1597, 선조30년) 정유재란 시 어위도총관 및 전군도독부도독(前軍都督府都督)으로서 5천 명의 수군을 거느리고 조선으로 들어와 전라도 완도군 고금도에서 이순신(李舜臣)과 더불어 전공을 세워 광동백(廣東伯)에 봉해졌다. 노량해전 직전까지 전공과 작전 수행 문제로 이순신과 불화가 있었다. 협박을 통해 조선 수군이 획득한 수급을 강탈한 것은 물론, 이순신으로 하여금 조선 조정에 해당 내용을 숨긴 거짓 장계를 올리도록 강요하기 까지 하였다. 또한, 사로병진 당시 여타의 명나라 장수들과 마찬가지로 출병에 미온적이었으며 심지어 조선 수군의 출병도 막았다. 이순신은 이 문제를 조선 조정에 알렸고, 선조와 비변사는 명나라 지휘부에 명 수군 도독 교체를 건의할 계획을 세우기도 하였다.
이순신이 진린에게 수급을 양보하는 등 공을 세우도록 도움을 주어 호의를 사고, 이순신의 영웅적인 모습들을 지켜보며 점차 감복하여 진정으로 이순신을 존경하게 되었다는 이야기는 17세기 명나라가 멸망한 이후에 확산된 이야기이다. 이와 비슷한 맥락으로 명나라 조정에 이순신의 전공을 상세하게 보고하여 만력제(萬曆帝)가 이순신에게 8가지 선물들(영패(令牌), 도독인(都督印), 귀도(鬼刀), 참도(斬刀), 곡나팔(曲喇叭), 독전기(督戰旗), 홍소령기(紅小令旗), 남소령기(藍小令旗)를 보내도록 하는 데 일조했다고 하는데 이것 역시 실제 역사적 근거가 없이 전래된 이야기이다.

### 전쟁 이후
전란이 끝난 후 호광총병(湖廣總兵)에 임명되었고, 만력27년(1599) 명 조정은 진린의 공적을 인정하였다. 이후 만 명의 병사를 이끌고 양응룡의 난을 진압하였다.
사망한 뒤에는 태자소보(太子少保)에 추증되었다. 손자 진영소(陳泳素)는 감국수위사(監國守衛使)를 지내다가 명나라가 멸망하자 벼슬에서 물러나 남경(南京)으로부터 배를 타고 조선으로 와서 남해군의 장승포에 표착하였다가 조부인 진린이 공을 세웠던 강진(康津) 고금도로 옮겨 살았다. 그 후 다시 해남현(海南縣) 내해리로 이거하여 정착하였으므로 광동 진씨(廣東 陳氏)의 뿌리가 내리게 되었다.

## 관련 작품

### 드라마
- 《임진왜란》(MBC, 1985년~1986년, 배우:국정환)
- 《불멸의 이순신》(KBS, 2004년~2005년, 배우:김하균)
- 《징비록》(KBS, 2015년, 배우:배도환)
- 《임진왜란 1592》(KBS, 2016년, 배우:조항훤)
- 《노량: 죽음의 바다》 (2023년, 배우: 정재영)

## 같이 보기
- 노량 해전
- 광동 진씨